# Iris Helena Medeiros Nogueira
Iris Helena Medeiros Nogueira (Pelotas, 16 de junho de 1957) é uma magistrada brasileira. Foi presidente do Tribunal de Justiça do Estado do Rio Grande do Sul, sendo a primeira mulher e a primeira pessoa negra a presidir a corte gaúcha.

## Biografia
Iris Helena é natural de Pelotas, cidade localizada no sul do Rio Grande do Sul. Durante a adolescência, trabalhou como auxiliar no escritório de advocacia de seu pai. Formou-se em Direito pela Faculdade de Direito da Universidade Federal de Pelotas em 1981.
Iniciou sua carreira no judiciário gaúcho em março de 1985, como pretora. Exerceu a função inicialmente na Comarca de Santa Cruz do Sul. Em setembro de 1986, tornou-se juíza de Direito, jurisdicionando inicialmente na comarca de Santa Rosa. Posteriormente, foi juíza nas comarcas de Campina das Missões, Espumoso e São Jerônimo. Foi promovida para a Comarca de Porto Alegre em junho de 1992.
Na Comarca de Porto Alegre, exerceu o cargo de juíza-corregedora de 1994 a 1998 e foi juíza eleitoral entre 2000 a 2002. Foi a primeira mulher a integrar o conselho deliberativo da Associação dos Juízes do Rio Grande do Sul (Ajuris).
Em 22 de março de 2004, foi promovida ao cargo de desembargadora. Em 2016, converteu-se na primeira mulher a ser eleita corregedora-geral de Justiça do Rio Grande do Sul.
Em dezembro de 2021, foi eleita presidente do Tribunal de Justiça com 71 votos, derrotando o desembargador Tasso Caubi Soares Dalabary, que obteve 63 votos. O judiciário estadual foi o último dos três poderes gaúchos a eleger uma mulher como presidente. Foi empossada em 1º de fevereiro de 2022.
Em 2023, recebeu a Medalha do Mérito Farroupilha. Anteriormente, em junho de 2016, foi agraciada com o título de Cidadã de Porto Alegre.

## Controvérsia sobre liberdade de imprensa
Em maio de 2025, a desembargadora esteve no centro de uma controvérsia nacional relacionada à liberdade de imprensa. A jornalista Rosane Oliveira, colunista do jornal Zero Hora, foi condenada a pagar uma indenização de R$ 600 mil por danos morais após publicar valores recebidos por Nogueira em seu cargo no Tribunal de Justiça do Rio Grande do Sul. A Associação Brasileira de Jornalismo Investigativo manifestou preocupação com a decisão, destacando que os dados divulgados eram públicos e verdadeiros. Em nota, a entidade afirmou que o valor da indenização possui um efeito intimidatório sobre a imprensa brasileira.